# Vin moldovenesc

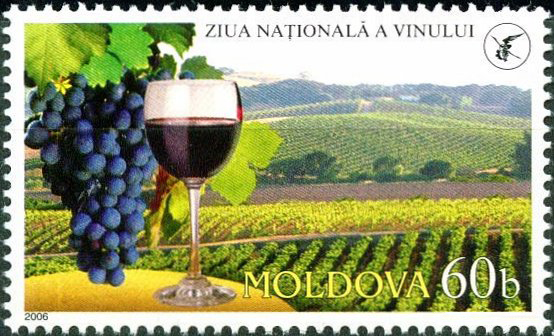
Marcă poștală cu Ziua Vinului sărbătorită pe 7 octombrie

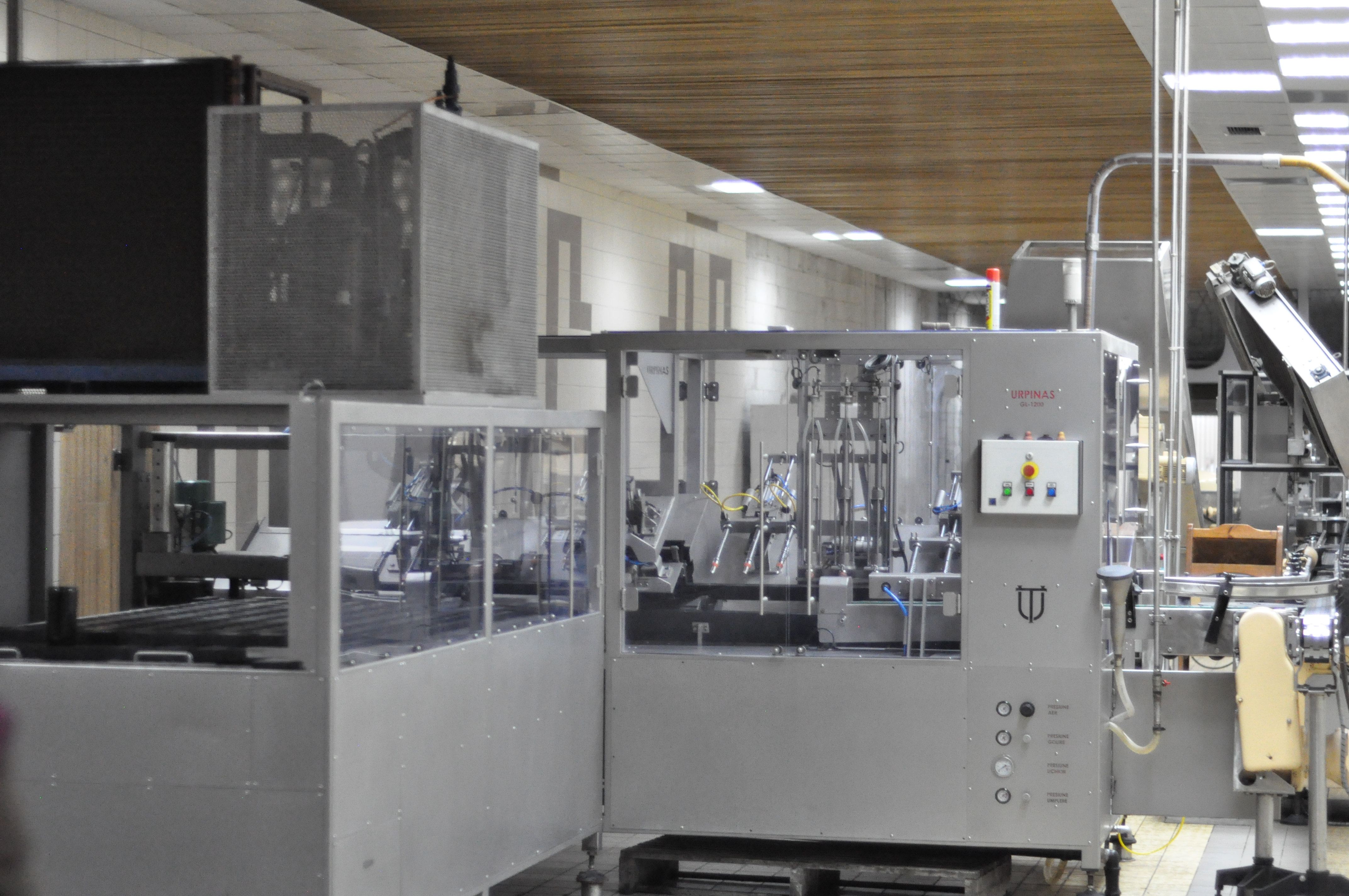
Secție de ambalare în sticle a șampaniei, Chișinău

Vinurile moldovenești sunt cele produse în Republica Moldova. Republica Moldova are o industrie a vinului bine dezvoltată, cu o suprafață de 148.500 hectare de vii, din care 107.800 de hectare sunt folosite pentru producția comercială. Restul de 40.700 de hectare sunt viile cultivate în sate, pe terenurile de lângă case, folosit pentru a face vin de casă. Multe familii au propriile lor rețete din struguri care au fost transmise de-a lungul generațiilor. Cea mai mare parte a producției țării de vin comercial este pentru export.
Denumirea de vin moldovenesc se poate referi și la vinul produs în Moldova Occidentală din România. Acest articol se referă la cele din Republica Moldova.

## Istorie
Fosile de viță de vie Vitis Teutonica găsite în apropiere de satul Naslavcia în partea de nord a Moldovei indică faptul că strugurii de aici au crescut cu aproximativ 6-25 milioane de ani în urmă.

## Geografie
Republica Moldova are 530 km2 de viță de vie, mai mult de 90% fiind proprietate privată.

## Regiunile viticole din Republica Moldova
Condițiile climaterice și solurile potrivite (terroir-ul), favorizează  plantarea viței-de-vie în 3 regiuni viticole: 
- Regiunea Codru (poziționare geografică Centru) cu soluri bogate în calcar tocmai potrivite pentru multe soiuri albe de struguri și Pinot Noir.
- Regiunea Valul lui Traian – Denumirea vine de la fortificațiile antice care astăzi arătă asemenea unor valuri de pământ aflate pe Câmpia de Sud, situată la sud Vest Moldovei. Clima fierbinte, soluri cenușii.

- Regiunea Ștefan Vodă -  Recunoscută drept regiunea Purcari este situată pe terasele râului Nistru, Sud-Estul țării. Această regiune este unică datorită climatului potrivit pentru multe soiuri nobile.  Situată foarte aproape de Marea Neagră, brizele dinspre mare crează condiții de invidiat privind plantarea viței-de-vie, inclusiv a solurilor roșii și tinere (aluviale). În această zonă se găsesc cele mai multe vinării mici.

## Soiuri de struguri din Republica Moldova

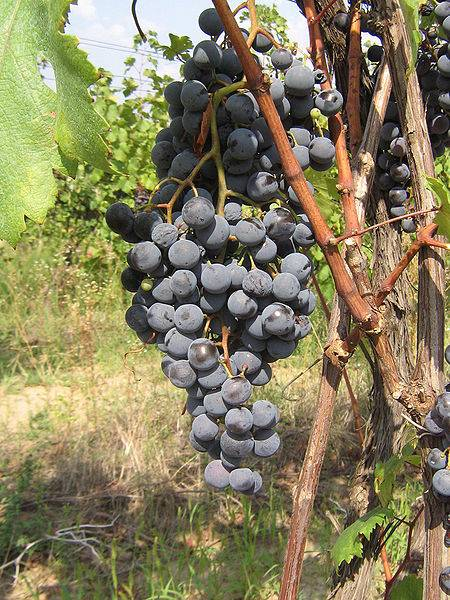
Rara Neagră - principalul soi roșu autohton

Viticultura din Republica Moldova se caracterizează printr-o mare varietate de struguri:
| Varietală           | Procente |
| European            | 67%      |
| Caucazian           | 15%      |
| Domestic            | 6%       |
| Nu - Vitis vinifera | 13%      |

### Soiuri locale

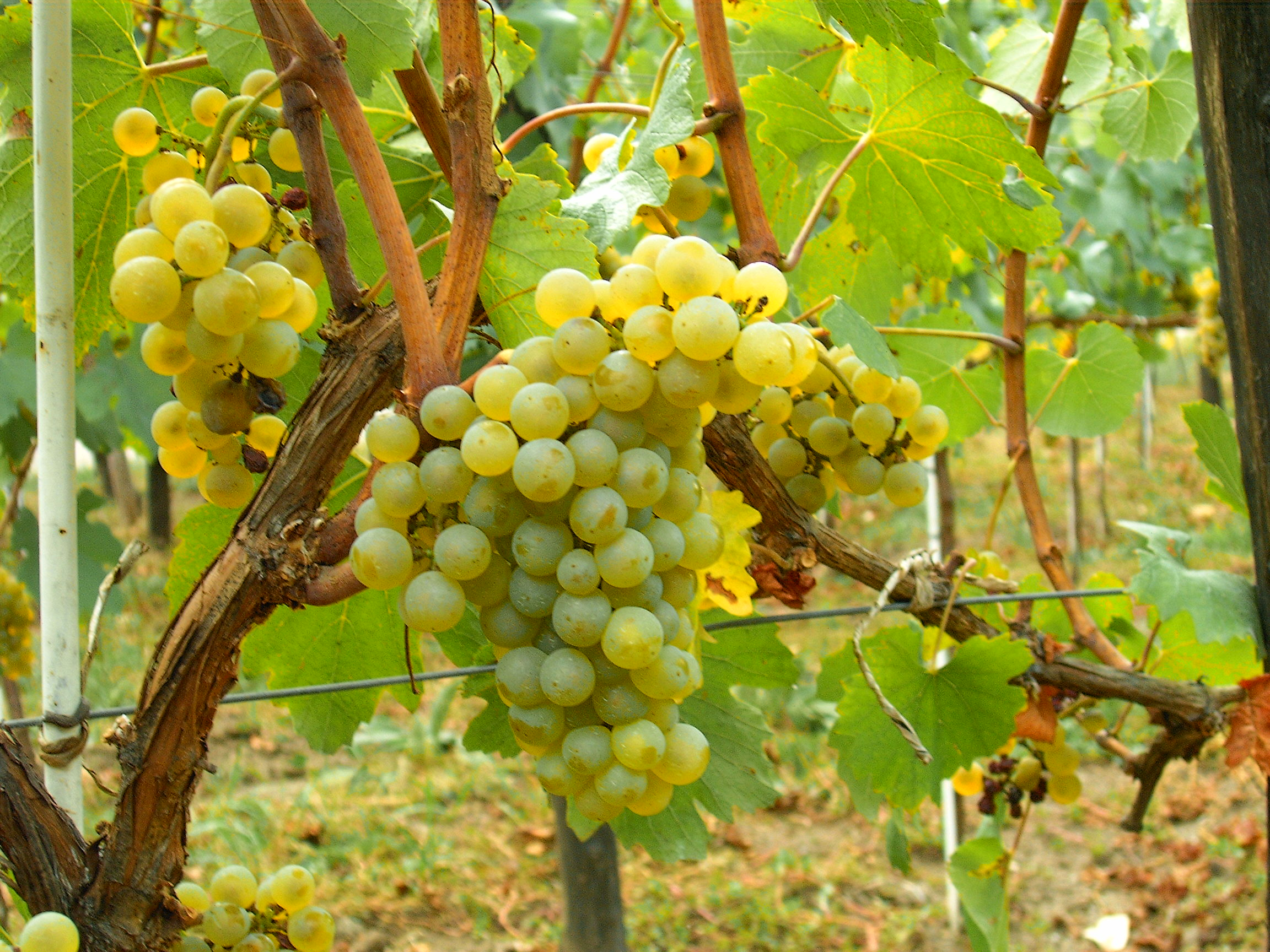
Strugure Chardonnay din Moldova

Numai câteva soiuri locale pot fi încă găsite astăzi în Moldova:
- Fetească Albă - soi alb, vinurile obținute sunt seci sau demiseci, cu un conținut moderat de alcool (11.5-12%), aciditate și zahăr, și o finețe naturală
- Fetească Regală - vinuri albe, o crucișare naturală între Fetească albă și Furmint;
- Rara Neagră - soi roșu. Rara Neagră este una din componentele responsabile pentru faima vinurilor de Purcari începând cu secolul XVII, înainte ca Cabernet Sauvignon să se cultive în Republica Moldova. Această varietate este folosită ca un component important în cupajul celui mai faimos vin de Purcari, Negru de Purcari. În România este numit Băbească Neagră.
- Fetească Neagră - soi roșu. Vinul obținut poate fi sec, demisec sau dulce, cu un conținut alcoolic de circa 12-12,5%. Este un vin roșu, cu tente rubinii și o aromă de stafide negre, mai bogat și mai fin odată cu învechirea.
- Plavai - soi alb, popular în secolul XIX și la începutul secolului XX. Acum foarte rar, aproape a dispărut.
- Viorica - soi alb, românesc, parfumat ,folosit de producători precum Timbrus, Cricova Arhivat în 5 februarie 2018, la Wayback Machine..

#### Soiurile de struguri care se cultivă la Purcari
1. Chardonnay
2. Sauvignon blanc
3. Cabernet Sauvignon
4. Merlot
5. Pinot Noir
6. Malbec
7. Rara Neagră
8. Saperavi

## Crame moldovenești

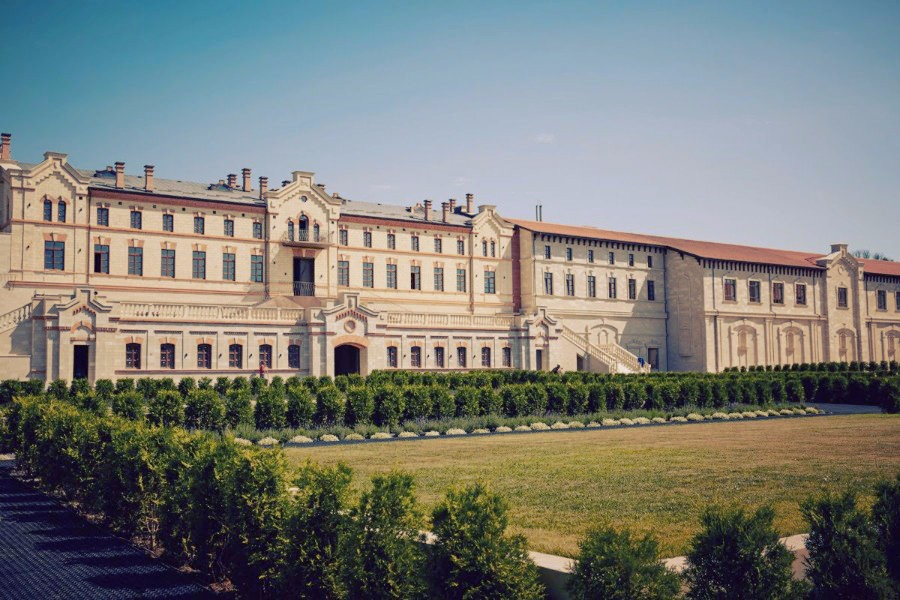
Fabrica de vin a familiei Mimi

Multe crame moldovenești în perioada sovietică erau denumite combinate și fabrici de vin. După destrămarea blocului comunist situația lor a devenit cristică, unele crame au rezistat crizei și s-au reorganizat, altele au dispărut pentru totdeauna.
Pe lângă marii producători cu un trecut  în spate precum Château Purcari, Cricova, Mileștii-Mici, Bostavan, Vinuri Comrat, Combinatul din Tomai, Pivnițele de la Brănești, Kvint, Călărași Divin. 
În perioada postcomunistă s-au creat „cramele de intersecții”: Vinăria din Vale, Château Migdal-P, Château Vartely, Vinăria Fautor, Vinăria Cimișlia, Dionysos-Mereni, Domeniile Căinari, Vinăria Sălcuța, Vinăria Gitana. Alte vinării medii care s-u impus prin calitate sunt Timbrus Purcari Estate, Vinăria Asconi și Castel Mimi (poartă numele celui mai mare și vechi conac de peste Prut, construit în perioada interbelică, astăzi fiind considerat un patrimoniu national)
Vinăriile mici sau de “garaj”- În această categorie sunt incluse toate vinăriile mici ce fac parte din Asociația Micilor Producători de Vin din Moldova: Crama Domnească (vinurile Equinox), Vinăria Gogu, Vinăria EtCetera, Vinăria Nobilă, Vinăria Dac, Vinăria Atuu, Vinăria Agrici, Vinăria Poiana, Vinăria Unicorn, Vinăria Mezalimpe, Minis Terrios, Vinăria Corten (cândva Vinăria Molda), Pelicanul Negru, Vinăria Gara-Gani. Majoritatea micilor productărori de vin care fac parte din asociație trebuie să dețină până în 30 ha de viță-de-vie.

## Beciuri

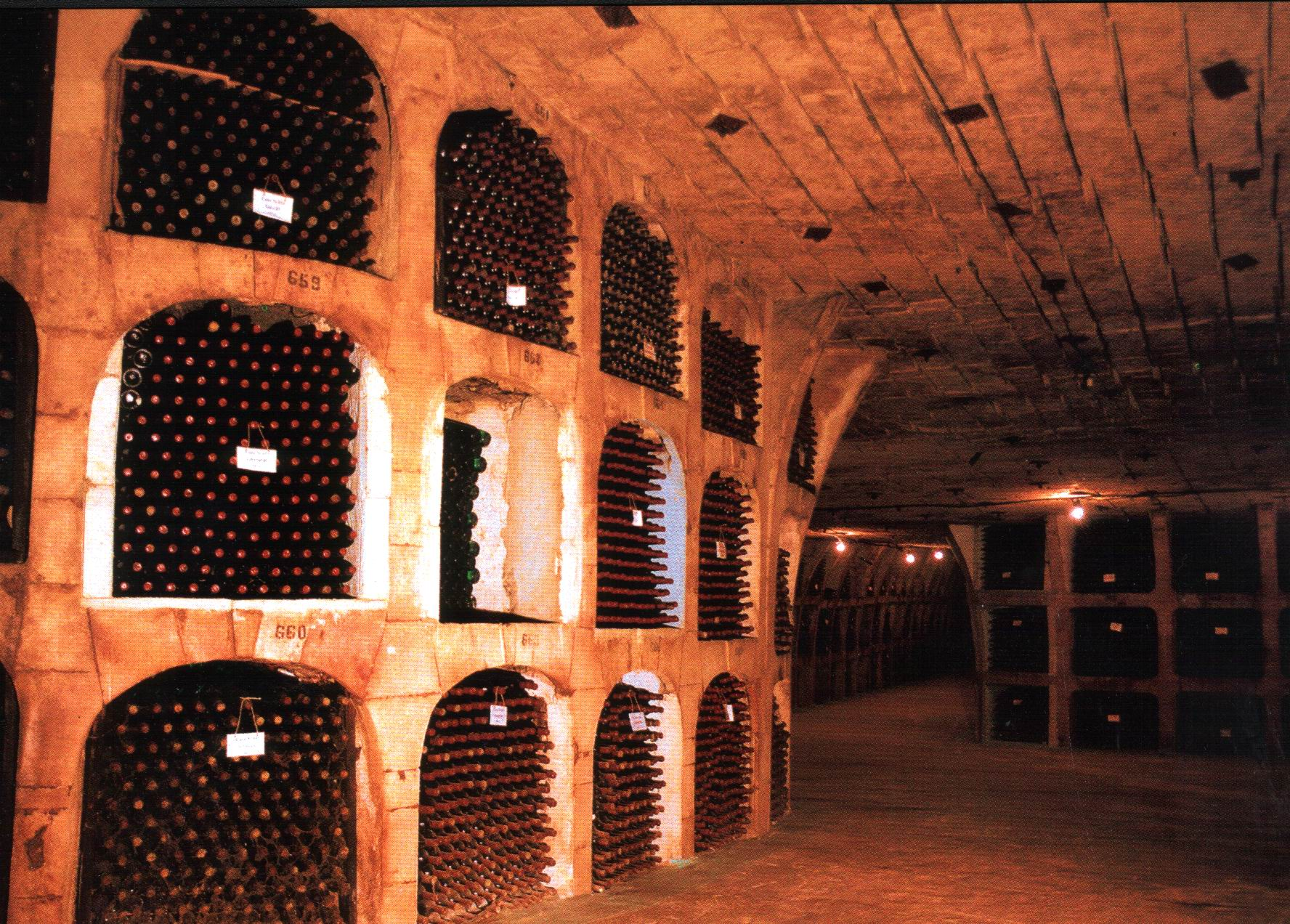
Pivnițe la Mileștii Mici

Colecția de vinuri moldovenești Mileștii Mici, cu aproape 2 milioane de sticle, este cea mai mare colectie de vinuri din lume, potrivit Guinness Book. Se întinde pe 250 km, din care doar 120 km sunt în prezent în uz. Vinurile păstrate aici sunt în proporție de 70% vinuri roșii, cu numai 20% vinuri albe și 10% vinuri de desert. Cea mai valoroasă sticlă de vin prezentă în colecție a fost produsă în 1973-74 și valorează 480€. Soiurile de vin colecționate la Milești sunt: Pinot, Traminer, Muscat, Riesling, Fetească, Dnestrovscoie, Milestscoie, Codru, Negru de Purcari, Trandafirul Moldovei, Auriu, Cahor-Ciumai.
Combinatul de vinuri Cricova are, de asemenea, o rețea extinsă de tuneluri subterane care se întind pe 120 km.
Un planetoid, 3359 Purcari, descoperit pe 13 septembrie 1978 de către astronomul sovietic Nikolai Stepanovici Cernîh, a fost numit astfel pentru a imortaliza soiul de vin Negru de Purcari.

## Industria vinului

### Exporturi
Datele statistice oferite de Biroul Național de Statistică al Republicii Moldova pe anul 2014 confirmă că volumul exporturilor vinurilor moldovenești a crescut cu 6% odată cu decizia UE de a deschide complet piața pentru vinul moldovenesc. De asemenea, un rol important la jucat și brandul Wine of Moldova implementat de autorități cu scopul de a promova vinul moldovenesc în lume.
Exportul vitivinicol este foarte important pentru mică republica deoarece asigura 10-15% din bugetul total, iar sectorul vinicol formează 3,2% din produsul intern brut și 5% din totalul exporturilor din R. Moldova.
Mai mult decât atât, piața din Federația Rusă nu mai este atractivă pentru mulți producători de vin din Moldova, cu excepția unor producători din UTA Găgăuzia, în timp ce micii producători s-au orientat către piețe precum China, Coreea de Sud, SUA și Europa. 
România este o piață de desfacere importantă pentru unele produse moldovenești, mai ales pentru vinuri. Odată cu embargoul rusesc din 2006, 2010 și septembrie 2013 (vezi și Embargoul rus asupra vinurilor din Republica Moldova (2013-prezent)) România a fost un colac de salvare pentru mulți producători de vinuri. Doar 13% din vinul important în România este din Republica Moldova.
Tot din datele Biroului Național de Statistică din Moldova reiese că o cantitate însemnată de vinuri pleacă spre piețe din China (0,32%,), Polonia (cota de 3,1%) și SUA care pledează pentru vinuri premium(0,06%.)
Conform unui raport al Băncii Mondiale din decembrie 2015 exportul de vinuri a scăzut cu aproximativ 81 milioane dolari în perioada 2003-2013. Acest lucru s-a datorat politicilor în ceea ce privește exportul către anumite regiuni (cum ar fi Rusia) plus schimbarea zonei de export către Europa, acest lucru generând nevoia de a mări calitatea produselor exportate.